# 김조호
김조호는 대한민국의 기업인이다.  프로야구단 KIA 타이거즈의 단장이었고 현재는 구단의 모기업인 KIA 자동차 상근자문직을 수행 중이다.